# كوليج ماوند (ميزوري)
كوليج ماوند (بالإنجليزية: College Mound)‏ هي إحدى المجتمعات الفردية (غير مصنفة) في ولاية ميزوري في الولايات المتحدة الأمريكية.